# Eisenbahnunfall auf der Dee-Brücke
Der Eisenbahnunfall auf der Dee-Brücke war ein schwerer Eisenbahnunfall, der sich am 24. Mai 1847 bei Chester, Cheshire, auf der North Wales Coast Line durch einen Brückeneinsturz ereignete und mindestens fünf Todesopfer forderte.

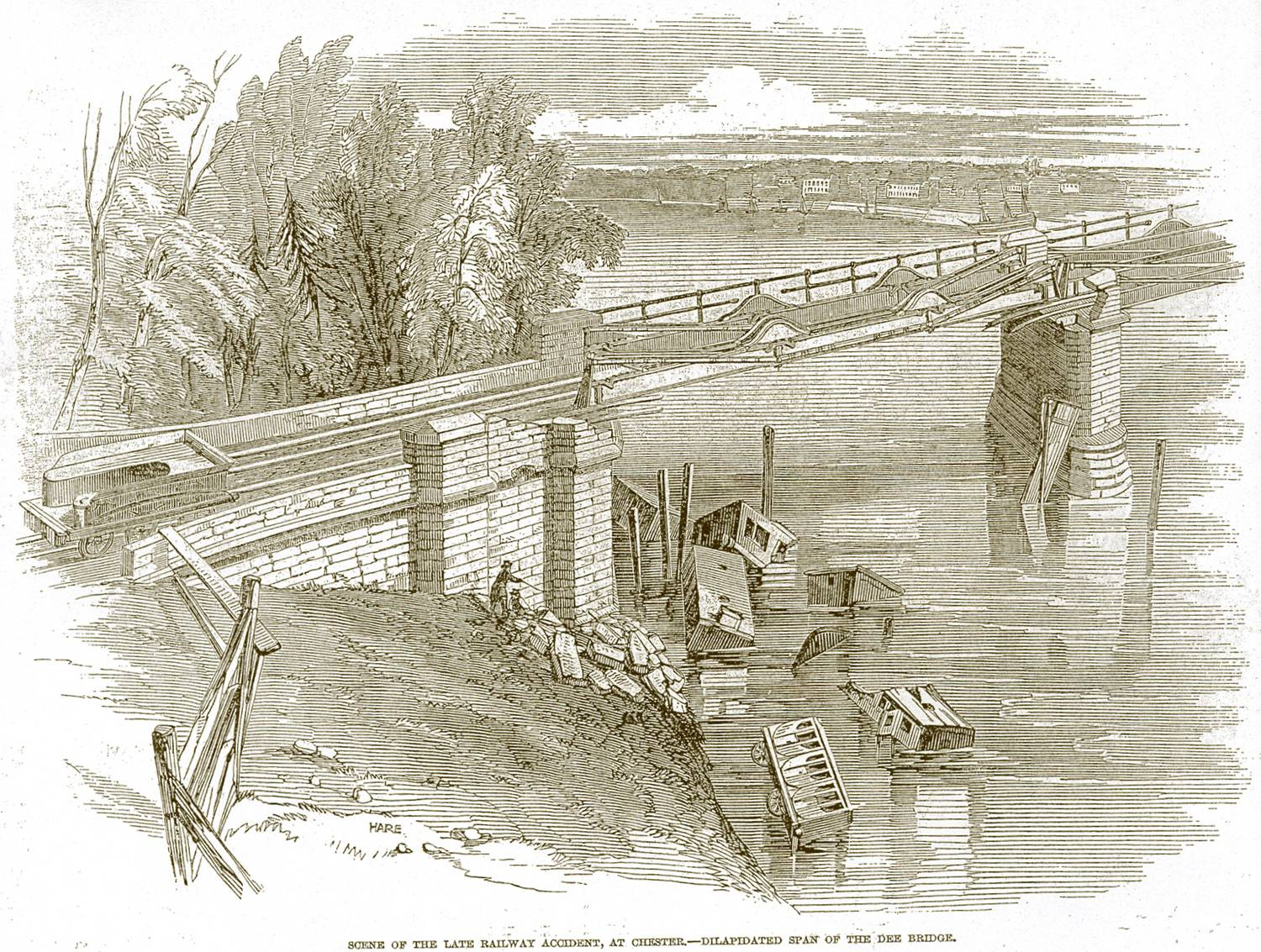
Unfallstelle

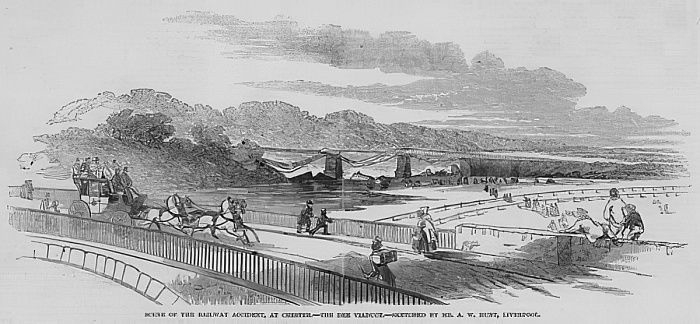
Unfallstelle

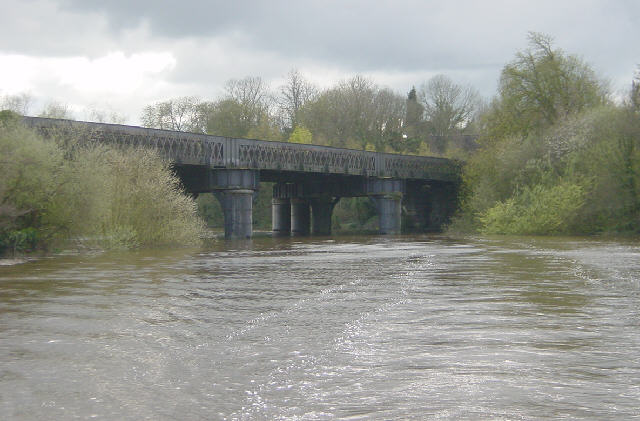
Die Unfallstelle heute. Das Foto wurde bei Hochwasser aufgenommen.

## Gegebenheiten

### Infrastruktur
Die zweigleisige Brücke befand sich im Verlauf der Chester and Holyhead Railway, die von Robert Stephenson errichtet und im September 1846 fertiggestellt worden war. Dazu gehörte auch eine Brücke über den Dee mit drei Spannen von jeweils mehr als 30 Metern Länge. Jede Spanne bestand aus vier mit Schmiedeeisen verstärkten Gusseisenträgern, wobei die guss- und schmiedeeisernen Bauteile miteinander vernietet waren. Diese ruhten auf gemauerten Brückenpfeilern. Jeweils zwei Träger trugen eines der beiden Gleise. Auf den Trägern waren Holzbalken aufgelegt, auf denen die Schienen montiert waren. Als Werkstoffeigenschaft des Gusseisens war bekannt, dass es Druck sehr gut aushält, aber auf Zugbelastung und Biegen sehr spröde reagiert und brechen kann.
Einige Stunden vor dem Unfall war über den hölzernen Schwellen, auf denen die Schienen montiert waren, Schotter aufgeschüttet worden, um zu verhindern, dass die Schwellen durch von Dampflokomotiven verlorene glühende Kohle oder Schlacke in Brand geraten konnten. Diese Vorsichtsmaßnahme hatte Robert Stephenson ergriffen, weil kurz zuvor eine von Isambard Kingdom Brunel konstruierte Eisenbahnbrücke der Great Western Railway in Uxbridge, London, auf diese Weise Feuer gefangen hatte und abgebrannt war.
Die Brücke bei Chester war zusammen mit der Strecke vor der Inbetriebnahme von der Eisenbahnaufsichtsbehörde (Her Majesty’s Railway Inspectorate) abgenommen worden.

### Fahrzeuge
Der Zug bestand aus einer Lokomotive mit Schlepptender, einem Gepäckwagen und drei Reisezugwagen, einem der ersten und zwei der zweiten Wagenklasse. Nur „zwei Dutzend“ Reisende sollen an Bord gewesen sein.

## Unfallhergang
Obwohl die Brücke also neu und ohne Beanstandungen war, kam es zu dem Unfall: Der Nahverkehrszug von Chester nach Ruabon befand sich (von Chester aus gesehen) auf dem letzten Brückenträger, als der äußere der beiden gusseisernen Träger des Unterbaus der Fahrbahn brach. Der Lokomotivführer, der eine ungewöhnliche Vibration gespürt hatte, gab allen zur Verfügung stehenden Dampf auf die Zylinder, um den Zug von der Brücke zu bekommen. Der Lokomotive gelang das noch, aber die Kupplung zum Schlepptender riss bereits. Der Tender und die folgenden Wagen stürzten in den etwa zehn Meter tiefer fließenden Dee.

## Folgen

### Unmittelbare Folgen
Fünf Menschen starben: der Heizer (er hatte sich auf dem Schlepptender aufgehalten), der Zugführer und zwei Schaffner – alle drei hatten sich im Gepäckwagen hinter dem Schlepptender aufgehalten – und ein Reisender. Neun Reisende wurden darüber hinaus schwer verletzt.

### Rettungsaktion
Der Lokomotivführer bewies höchste Geistesgegenwart und großen Mut: Er fuhr mit der Lokomotive zur nächsten Betriebsstelle, Saltney Junction, löste dort Alarm aus, wechselte zum Gleis der Gegenrichtung und fuhr an der Unfallstelle vorbei, über die beschädigte Brücke, um auch in Chester Alarm auszulösen und zu verhindern, dass ein weiterer Zug die Strecke zu der beschädigten Brücke befuhr.

### Untersuchung
Die Untersuchung der Eisenbahnaufsichtsbehörde ergab, dass das Gusseisen durch die wechselnde Belastung – wenn ein Zug über die Brücke fuhr – und die Entlastung – wenn er die Brücke wieder verließ – spröde geworden und deshalb gebrochen war. Tests ergaben, dass sich die Träger bei jeder Überfahrt um mehrere Zentimeter verbogen. Die Verstärkung durch die schmiedeeisernen Elemente konnte das nicht ausgleichen, da diese selbst nur in gusseisernen Elementen verankert waren. Die Konstruktion insgesamt wurde deshalb als fehlerhaft bewertet. Das Gewicht des kurz zuvor aufgetragenen Schotters trug mit Sicherheit zu dem Unfall bei. Die Untersuchung des Vorfalls durch den Coroner warf dem Konstrukteur aufgrund dieses Berichtes der Eisenbahnaufsichtsbehörde Fahrlässigkeit vor.
Robert Stephenson dagegen behauptete, die Lokomotive müsse entgleist sein und der dadurch verursachte Stoß gegen die Brücke habe diese brechen lassen. Dies aber war unglaubwürdig, da die Lokomotive nicht mit abgestürzt war, vielmehr der Lokomotivführer sofort zum nächsten Bahnhof fuhr und das dortige Personal vom Unfall unterrichtete. Der schottische Ingenieur William Fairbairn soll, nachdem er einige Zwischenfälle im Baubereich bei der Verwendung von Gusseisen untersucht hatte, Stephenson bei einem Treffen der Institution of Civil Engineers in London sogar einige Monate vor dem Bau der Brücke wegen des mechanischen Verhaltens von Gusseisenträgern davor gewarnt haben, diese beim Brückenbau einzusetzen. Der Ruf Robert Stephensons als Ingenieur nahm durch den Unfall erheblich Schaden.
Der Bericht einer königlichen Untersuchungskommission zu den Ursachen des Unfalls sprach sich dann 1849 gegen die Verwendung von Gusseisen in tragenden Konstruktionselementen beim Bau von Eisenbahnbrücken aus.

### Konsequenzen
Gleichwohl kam es in den Folgejahren zu einer Reihe weiterer Unfälle, bei der die Verwendung von Gusseisen bei tragenden Elementen (mit) ursächlich war, der berühmteste davon der Einsturz der Firth-of-Tay-Brücke 1878. Erst nach dem Eisenbahnunfall von Norwood Junction 1891 und einer Überprüfung aller Brücken entsprechender Bauart durch John Fowler sprach dieser sich dafür aus, alle entsprechenden Bauwerke auszutauschen.
Die Brücke über den Dee bei Chester wurde nach dem Unfall in Schmiedeeisen wieder aufgebaut.